# Don Dokken
Donald Maynard "Don" Dokken, född 29 juni 1953 i Los Angeles, är en amerikansk sångare som bildade hårdrocksbandet Dokken. År 1985 var han med i bandet Hear 'n Aid.

## Diskografi

### Solo
Studioalbum
- 1981 – Breakin' The Chains
- 1990 – Up from the Ashes [2]
- 2008 – Solitary

Promosinglar
- 1990 – "Mirror Mirror"
- 1990 – "Stay"
- 1991 – "Give it Up"